# Wołośki
Wołośki (biał. Валоські; ros. Волоськи) – wieś na Białorusi, w obwodzie mińskim, w rejonie wilejskim, w sielsowiecie Krzywe Sioło.

## Historia
W czasach zaborów w powiecie wilejskim, w guberni wileńskiej Imperium Rosyjskiego
W latach 1921–1945 wieś leżała w Polsce, w województwie wileńskim, w powiecie wilejskim, w gminie Kościeniewicze.
Według Powszechnego Spisu Ludności z 1921 roku zamieszkiwało tu 80 osób, 27 było wyznania rzymskokatolickiego a 53 prawosławnego. Jednocześnie wszyscy mieszkańcy zadeklarowali polską przynależność narodową. Było tu 15 budynków mieszkalnych. W 1931 w 17 domach zamieszkiwało 104 osoby.
Wierni należeli do parafii rzymskokatolickiej w Kościeniewiczach i prawosławnej w m. Rabuń. Miejscowość podlegała pod Sąd Grodzki w Krzywiczach i Okręgowy w Wilnie; właściwy urząd pocztowy mieścił się w Kościeniewiczach.
W wyniku napaści ZSRR na Polskę we wrześniu 1939 miejscowość znalazła się pod okupacją sowiecką. 2 listopada została włączona do Białoruskiej SRR. Od czerwca 1941 roku pod okupacją niemiecką. W 1944 miejscowość została ponownie zajęta przez wojska sowieckie i włączona do Białoruskiej SRR.
Od 1991 w składzie niepodległej Białorusi.